# 大追跡〜警視庁SSBC強行犯係〜
『大追跡〜警視庁SSBC強行犯係〜』（だいついせき けいしちょうそうさしえんぶんせきセンターきょうこうはんがかり）は、2025年7月9日からテレビ朝日系列で、毎週水曜21時 - 21時54分に放送されている、東映制作の刑事ドラマ。大森南朋、相葉雅紀、松下奈緒のトリプル主演作。
テレビ朝日の水曜21時台に設けられている刑事ドラマ枠（水9ドラマ）としては、2015年スタートの『刑事7人』以来10年ぶりとなる新作であるとともに、2009年に警視庁に新設された「捜査支援分析センター（SSBC）」に初めてスポットを当てた作品でもあり、福田靖の脚本のもと、SSBCに新設された別班「SSBC強行犯係」と、それを取り巻く人々の活躍などを描く。

## キャスト

### 主要人物
伊垣 修二（いがき しゅうじ）
演 - 大森南朋
警視庁刑事部SSBC（捜査支援分析センター）強行犯係の機動分析担当で、凛太郎の出向に伴い彼の教育係も務めることとなる。元は捜査一課の刑事であったが、物語の始まる3年前に問題を起こしてSSBCへと異動。自らの手で犯人を逮捕するという、刑事の仕事に誇りを持っているがゆえに、機動分析という現部署での仕事には不満を抱いている。
名波 凛太郎（ななみ りんたろう）
演 - 相葉雅紀
警視庁刑事部SSBC強行犯係の機動分析担当で、警察庁からSSBC強行犯係に出向してきたキャリア組。独身で結婚歴はなし。元警察庁長官で現・内閣官房長官の伯父を持ち、一流大学を卒業後、外資系証券会社への就職を経て、国家公務員総合職中途採用試験に合格し警察庁入りしたという経歴を有する。眼鏡をかけている時もある。
青柳 遥（あおやぎ はるか）
演 - 松下奈緒
警視庁捜査一課の主任。SSBC強行犯係とは捜査上密に関わる立場にあり、その強行犯係へと「追い出される」格好となった伊垣と入れ替わる形で所轄から本庁へと異動、刑事としての優秀さとリーダーシップを認められ現職へと抜擢されたという経緯がある。また伊垣とは元夫婦でもあり、物語の始まる4年前に離婚した彼との間に、13歳になる1人娘がいる。そのため、年上の伊垣にタメ口で話す。

### 警視庁

#### SSBC強行犯係
木沢理（きざわ おさむ）
演 - 伊藤淳史
情報分析担当。自転車マニア。
小山田勝也（おやまだ かつや）
演 - 髙木雄也（Hey! Say! JUMP）
機動分析担当。
光本さやか（みつもと さやか）
演 - 足立梨花
技術支援担当。
仁科瑠美（にしな るみ）
演 - 丸山礼
情報支援担当。熊本県出身。
城慎之介（じょう しんのすけ）
演 - 野村康太
機動分析担当。
葛原茂（くずはら しげる）
演 - 光石研
係長。

#### 捜査一課
佐倉大（さくら だい）
演 - 本田大輔
青柳班 刑事。
中津川一樹 （なかつがわ かずき）
演 - 宮地真史
青柳班 刑事。
刑事
演 - 加来亮凪、上原拓朗、小松健太、武西義敬、横山将大、藤田賢司朗

八重樫雅夫（やえがし まさお）
演 - 遠藤憲一
捜査一課長。
強面の外見に反し優柔不断。政治家や職制のみならず、同格や格下（記者や機動隊など）の発言にも惑わされやすい。

#### 機動捜査隊
源晋太郎（みなもと しんたろう）
演 - 矢柴俊博

沢村伸吾（さわむら しんご）
演 - ワタナベケイスケ
源の部下。

### 周辺人物
清水琴音（しみず ことね）
演 - 水嶋凜
東京中央テレビ 報道部記者。警視庁記者クラブ所属。
堀雄大
演 - 横山涼（第2話 - ）
東京中央テレビ 報道部記者。警視庁記者クラブ所属。
記者
演 - 西村誠治（役名：花田）、秋宮はるか
警視庁記者クラブ 記者。
久世俊介（くぜ しゅんすけ）
演 - 佐藤浩市
内閣官房長官。元警察庁長官。凛太郎の伯父。

### ゲスト

#### 第1話
玉井涼介
演 - 中村俊介
スマホゲーム「BEAST TOWER」が大ヒットしたベンチャー企業「プレイヴァージ」副社長。
川瀬浩一
演 - 浜野謙太
桐生と共に「プレイヴァージ」を立ち上げた創業者。昨年、横領が見つかって会社を解雇されている。
桐生聡史〈35〉
演 - 窪塚俊介
「プレイヴァージ」社長。昨年の年商は200億円。公園で刺殺される。
斉藤竜二
演 - 佐野岳
桐生殺害の被疑者として逮捕される男。
橋本礼治〈40〉
演 - 庄野﨑謙
久世俊介官房長官を狙撃した被疑者として逮捕される。
川内恵
演 - 梅沢昌代
伊垣たちに防犯カメラ映像を見せる桐生殺害現場付近に住む主婦。
大崎圭佑
演 - 松田賢二
自宅の防犯カメラ映像を見せて欲しい、と伊垣に頼まれるが断る男性。
長谷川孝明
演 - 森岡豊
衆議院東京第7区補欠選挙に立候補している自明党の政治家。
玉井慎二
演 - 野崎亨類
涼介の弟。
北口亮太
演 - 米良まさひろ
レストラン「Sunday」店長。デリバリーのバイクについているドライブレコーダーの映像を伊垣らに見せる。

ウグイス嬢
演 - 安陪恭加
長谷川孝明の選挙応援をするウグイス嬢。
SP
演 - 酒井靖史（第3話）、俵広樹（第2話・第3話）
久世官房長官のSP。

#### 第2話
星野ゆかり〈35〉
演 - 伊藤歩
荒川が居たマンションの部屋から出て来た女性。勤めていた弁当屋に客として来ていた荒川と知り合い、同棲していた。
荒川泰三〈40〉
演 - 吉岡睦雄
2019年の霞が関無差別爆弾テロ事件で指名手配されている男性。京都理科大学を出て博士号まで取ったが失職し、文科省前に爆発物を仕掛け1名が死亡、5名が重軽傷を負った。
一ノ瀬弘
演 - オラキオ
伊垣らにドライブレコーダー映像を見せるタクシー運転手。
大磯寛二〈71〉
演 - 五頭岳夫
荒川が逃げ込んだ印刷工場の建物内で弁当を食べていた作業員。立てこもりの人質にされる。
佐野一樹
演 - 木原勝利（第6話）
警視庁SIT 班長。
松山耕一郎
演 - 藏内秀樹
高輪国際ホールで開催される「総合物理学学術会議」座長。京都理科大学 名誉教授。かつて荒川の指導教授だった。
林克明
演 - 田子天彩
星野ゆかりが住んでいるマンションの管理人。

#### 第3話
青柳美里
演 - 今濱夕輝乃（第4話・第7話）
遥と伊垣の娘。遥と暮らしている。
仙波達也〈22〉
演 - 杢代和人
事件現場付近のコンビニにバイクで来て煙草を買う短パンの男。父が所有する麻布の高級マンション住まい。2年前、名古屋の南城大学の学生だった。
前田しず
演 - 白川和子（第5話・第7話）
凛太郎と久世が利用する大衆居酒屋「しず」の女将。小料理屋「まえだ」も経営している（第5話）。
持田富雄、持田弥生
演 - 中村シユン、角南範子
祥子の両親、柚希の祖父母。
持田柚希
演 - 瑠璃
祥子の娘。
杉本雅史
演 - 佐藤貢三
仙波啓一郎の元秘書。昨年、選挙違反の疑いで逮捕され不起訴になったが、直後に解雇され、現在は清掃員をしている。達也が幼い頃自分を捨てて出て行った前妻の子どもであること、父親を困らせて面白がっていたこと、などを伊垣らに話す。
持田祥子〈36〉
演 - 畑奈緒子
夜、帰宅途中に何者かにスタンガンで襲われ階段から転落し救急搬送される。シングルマザー。被害時、左足の靴がなくなっていた。
仙波啓一郎
演 - 山口カンジ
達也の父。次期総理の最有力候補と言われている自明党の幹事長。選挙区は愛知17区。
小山奈津美〈32〉、三宅穂乃花〈28〉
演 - かんこ、榎堀まや
令和5年に名古屋市でスタンガンで襲われ、左足の靴を盗まれた被害者。

#### 第4話
佐久間光昭〈45〉
演 - 河相我聞
高校の元物理教師。昨年3月に連続下着泥棒で逮捕され、解雇されている。
大野小百合〈35〉
演 - 西原亜希
富樫繁之の不倫相手。武蔵野市吉祥寺 在住。
富樫繁之、富樫久美子
演 - 南圭介、渡部瑞貴
江戸川区連続放火事件の1件目の被害を受けた住宅に住む夫婦。
久保大輔
演 - 山岡樹
夜間、人とすれ違った際に、ワイヤレスイヤホンの接続が切れて不審に思う青年。
山本克己
演 - 芝崎昇
3件目の放火の第一発見者。
水木裕子
演 - 羽柴志織
佐倉たちに聞き込みされる、子どもを自転車に乗せた母親。
大槻吾郎
演 - ドロンズ石本
青柳遥に聞き込みされるラーメン屋の店主。
谷川明美
演 - 山野海
書籍「地理的プロファイリング研究」を取り寄せて売った江戸川区の書店の店員。
大村圭
演 - 半田周平
”アルベルト3世”が書き込みしていたネットカフェ「ぽっちぽち」のスタッフ。
カメラマン
演 - 井口大地

キャスター
演 - 野上慎平（テレビ朝日アナウンサー）、三山賀子（テレビ朝日アナウンサー）
東京中央テレビのテレビ番組「ゆうがタイム」のキャスター。

#### 第5話
倉田一郎〈51〉
演 - 眞島秀和
多摩川の河川敷で腐乱した刺殺体で見つかる。暴力団「竜元会」の構成員で恐喝の前科持ち。双子の息子がいたが、妻が亡くなったあと虐待していたため児童施設施設「ひだまり園」に引き取られている。
浜田響〈21〉
演 - 濱田龍臣（幼少期：高橋好史）
多摩音楽大学器楽コース ピアノ専攻の4年生。数々のコンクールで優勝している将来有望なピアニスト。倉田が映っていた防犯カメラに11分前に映っており、重要参考人となる。実は実母が亡くなったあと実父・倉田一郎に虐待され、養護施設に引き取られたあと5歳で浜田夫妻の養子になっていた。養子になった際改名しており、昔の名前は倉田純二。
稲城純一〈21〉
演 - 濱田龍臣（二役、幼少期：高橋和正）
響の双子の兄。養護施設から静岡の稲城一太郎・はな夫妻に引き取られたが、中学2年の時に養親の営むクリーニング店が廃業している。その頃から荒れるようになり、半グレ集団に所属していたこともあった。
浜田百合子
演 - 山下容莉枝
響の養母。響を一流のピアニストにするためにサポートしている。
浜田孝弘
演 - 近江谷太朗
響の養父。不動産会社 社長。響が5歳の時に施設から引き取って養子にした。
河野貴子
演 - 幸野紘子
倉田が通っていたスナック「貴子」のママ。

八重樫雅彦
演 - 遠藤憲一（二役）
雅夫の双子の兄。青森で寿司職人をしている。

#### 第6話
柏木亮太〈39〉
演 - 千葉雄大
証券会社時代の名波の同期。現在は退職して個人投資家として成功している。
荒木谷修
演 - 正名僕蔵
警備会社「諸星警備保障」の副社長。
諸星克也〈70〉
演 - 山田明郷
「諸星警備保障」の社長。当初は海外出張中と説明されていたが、実は何者かに誘拐されていた。
原恭平、戸塚大輝
演 - 渋谷謙人、佐野泰臣
証券会社時代の名波の同期。
富田秀明〈53〉
演 - 二階堂智
「諸星警備保障」の諸星社長の運転手。海外出張の社長を羽田空港に送り届けたあと、ナイフで刺されて死亡しているのを発見される。
稲葉圭一
演 - 黄川田雅哉
「諸星警備保障」の警備システム担当責任者。
諸星明里
演 - なかじままり
克也の妻。
渡辺俊郎
演 - 岩田丸
軽トラックについているドライブレコーダーの映像を見せてくれる西多摩郡に住む男性。

橘大悟
演 - 櫻井勝成
警視庁 SIT隊員。
高崎博史
演 - 森啓一朗
証券会社時代の柏木亮太の上司。
小野寺肇、相沢隆正、谷浩二郎
演 - 富士たくや、今奈良孝行、眼鏡太郎
荒木谷副社長と今後の対応を協議する「諸星警備保障」の役員。
川崎悠真〈26〉、岩田光〈30〉、黒崎健介〈22〉
演 - 池田永吉、海老原恒和、宮内巽
闇バイトで集められた誘拐と窃盗の実行犯。
社員
演 - 宮川浩明
荒木谷副社長の携帯電話に富田秀明が亡くなったと連絡してくる「諸星警備保障」の社員。
新庄政宗、七瀬凛
演 - 斎藤工（特別出演）、永尾柚乃（特別出演）
SSBCが集めた防犯カメラ映像に映っている。

#### 第7話
町沢圭一〈54〉
演 - マギー
青柳美里が通っている平町中学の数学教師。学校のプールの底に遺体となって沈んでいるのを水泳部員に発見される。
海堀真矢
演 - 深水元基
バー「グレンマイン」にたむろしている半グレ集団「渋谷ロストクロウ」のリーダー。
矢野将馬
演 - 柴崎楓雅
昨年、平町中学を卒業し「渋谷ロストクロウ」に入った少年。
長谷川稔
演 - 金子昇
防犯カメラで町沢が入っていったことがわかったバー「グレンマイン」のバーテンダー。
泉隼人、石田繫之
演 - 上野凱、八条院蔵人
「渋谷ロストクロウ」メンバー。歩容認証で町沢を拉致した車を盗んだことがわかる。
岸田義和、大西宗一郎
演 - 滝裕二郎、隈部洋平
平町中学の校長と教頭。町沢は熱心な教師で夜間に繁華街の夜回りをしていた、と語る。
鈴木紗希
演 - 楓山めい
美里のクラスメイトで友人。夜、渋谷センター街で美里と遊んでいるところを町沢に見つかったことがある。
野崎順平
演 - 神谷京佑
4年前に平町中学を卒業した元生徒。町沢は違法薬物に手を出している生徒から薬を巻き上げ売りさばいていた、と証言する。
メンバー
演 - 塩谷惣一朗、久保田貴葵、真田将希、鏑木湊斗、蟻浪航、本田聡
「渋谷ロストクロウ」メンバー。

## スタッフ
- 脚本 - 福田靖[1]
- 音楽 - 沢田完[1]
- 主題歌 - DREAMS COME TRUE「BEACON」（DCT records / UNIVERSAL SIGMA）[74]
- デジタル・フォレンジック監修 - サイバーディフェンス研究所[75]
- スタントコーディネーター - 釼持誠
- ゼネラルプロデューサー - 服部宣之（テレビ朝日）[1]
- チーフプロデューサー - 黒田徹也[1]
- プロデューサー - 藤崎絵三（テレビ朝日）、目黒正之（東映）[1]
- 監督 - 田村直己、豊島圭介、小松隆志[1]
- 制作 - テレビ朝日、東映[1]

## 放送日程
| 話数                                                                     | 放送日  | サブタイトル | 演出     | 視聴率 |
| ------------------------------------------------------------------------ | ------- | ------------ | -------- | ------ |
| Episode1                                                                 | 7月09日 | 殺意は映る   | 田村直己 | 9.7%   |
| Episode2                                                                 | 7月16日 | 突入命令     | 豊島圭介 | 8.6%   |
| Episode3                                                                 | 7月23日 | 反射した真実 | 豊島圭介 | 8.3%   |
| Episode4                                                                 | 7月30日 | 犯行予測     | 田村直己 | 8.1％  |
| Episode5                                                                 | 8月06日 | 11秒の空白   | 田村直己 | 8.4％  |
| Episode6                                                                 | 8月13日 | 誘拐ゲーム   | 小松隆志 | 8.3％  |
| Episode7                                                                 | 8月20日 | 真夏の目撃者 | 小松隆志 |        |
| 平均視聴率 %（視聴率はビデオリサーチ調べ、関東地区・世帯・リアルタイム） |         |              |          |        |

- 初回は21時 - 22時4分の10分拡大放送[83]。